# Vanjski dug
Vanjski dug ili inozemni dug zbroj je svih dugova neke države i pravnih osoba te države prema inozemnim vjerovnicima. 
- Inozemni se dug države često odnosi na posuđen novac od strane međunarodnih organizacija kao što su: Međunarodni monetarni fond i Svjetska banka. Kada država ima problema s otplatom svojeg duga, to negativno utječe na ekonomski razvoj, a u ekstremnim slučajevima, može doći i do bankrota, društvenih problema i nemira.

Države se odlučuju na vanjski dug, kako bi dobile svježi kapital za nove investicije ili kako bi otplatile prijašnji dug s kamatama ili popunile deficit u proračunu. Međutim, to postaje problem, kada se novac troši nenamjenski i neučinkovito.
- Inozemni se dug banaka unutar države često odnosi na posuđen novac kod drugih ili matičnih banaka u inozemstvu.
- Inozemni dug može se odnositi na zaduženje javnih trgovačkih društava u inozemstvu.